# Alphonse Signol
Nicolas François Alphonse Signol, né à Paris le 2 novembre 1797 et mort le 27 juin 1830 en duel à Saint-Mandé, est un auteur dramatique et romancier français.

## Biographie
Ses pièces ont été représentées sur les plus grandes scènes parisiennes du XIXe siècle : Théâtre des Variétés, Théâtre des Nouveautés, Théâtre de l'Ambigu-Comique, etc.
Il est tué lors d'un duel contre un militaire après une altercation au Théâtre Italien.
Son roman posthume, Le Commissionnaire, est parfois attribué à George Sand et Jules Sandeau qui auraient utilisé son nom pour promotion.

## Œuvres
- De la maçonnerie considérée dans quelques-uns de ses rapports avec la politique, 1826
- Le Caporal et le Paysan, avec Armand d'Artois, 1828
- Le Duel, drame en 2 actes, 1828
- Jean, pièce en 3 parties, mêlée de couplet, avec Emmanuel Théaulon, musique de Philippe-Alexis Béancourt, 1828
- L'École de natation, tableau-vaudeville en 1 acte, avec Adolphe de Leuven et Charles de Livry, 1828
- Apologie du duel, ou Quelques mots sur le nouveau projet de loi, 1829
- Le Pacha et la Vivandière, folie vaudeville en 3 tableaux, 1829
- La Lingère, ou la Vie de Paris en 1830, 5 vol., 1830
- Mémorial de Sir Hudson Lowe, relatif à la capitivité de Napoléon, avec Léon Vidal, 1830
- Le Chiffonnier, 5 vol., avec Stanislas Macaire, 1831
- Le Commissionnaire, mœurs du XIXe siècle, 1831